# Línea 5 (Los Tranvías de Zaragoza)
La antigua línea 5 de tranvía de la ciudad de Zaragoza (España) fue una de las líneas que componían su vieja red tranviaria.
Operada por Los Tranvías de Zaragoza, embrión de la actual TUZSA (Transportes Urbanos de Zaragoza) fue concedida el 24 de enero de 1885 (cuarto ramal), inaugurada el 20 de diciembre de 1886 y clausurada el 29 de enero de 1974.
La línea 5 realizaba el recorrido comprendido entre Plaza Constitución (España a partir de 1936) y Playa de Torrero en el canal Imperial de Aragón, de la capital aragonesa.
El uno de marzo de 1942 se unió a la línea 3 Delicias denominándose a partir de entonces 3/5 TORRERO-DELICIAS, con final en el nuevo bucle delante de la iglesia de San Antonio, junto a la terminal antigua de la Playa de Torrero. En 1947 cambió la numeración al 5, en lugar de 3/5. El 13 de abril de 1952 se prolongó desde San Antonio hasta la plaza de Las Canteras junto a la calle Venecia, denominándose a partir de entonces 5 VENECIA-DELICIAS. El 7 de noviembre de 1971 se cerró el tramo desde la plaza de Aragón hasta las Delicias, denominándose 5 PLAZA ARAGÓN-VENECIA, pero poco después se alargó hasta la plaza de España hasta su clausura.